# Plaia
La Plaia (Plaja o Praja in siciliano) è il litorale costiero sabbioso che si estende per 18 km, nell'area compresa tra l'ultimo molo del porto di Catania e la località Agnone Bagni (frazione di Augusta, in provincia di Siracusa), con una profondità dell'area sabbiosa che varia tra alcune centinaia di metri e qualche km.
Fa parte dal 2013 della VI Circoscrizione, risultata dall'accorpamento delle ex IX e X Municipalità, che comprende tutti i quartieri e le frazioni a sud della città, cioè: San Giorgio, Librino, Zia Lisa, Fontanarossa (dove è sito l'omonimo aeroporto), Primosole (dove sfocia il fiume Simeto), Villaggio Sant'Agata, Villaggio Santa Maria Goretti, Pigno, fino alla Zona industriale di Catania di Pantano d'Arci e Passo Martino.

## Origini del nome
Il toponimo deriva dal siciliano pràia 'litorale', a sua volta dal greco antico τὰ πλάγια tà plághia 'i declivi', plurale dell'aggettivo neutro πλάγιον plàghion 'obliquo': in italiano il suo equivalente è piaggia, variante meno nota di spiaggia.
Assume, quindi, il significato specifico di 'spiaggia', come accade in altre varianti del continuum dialettale neolatino (ad esempio, portoghese e galiziano praia, spagnolo playa, francese plage, occitano plaja).

## Geografia
Propriamente parlando il quartiere della Plaia è solo una minima parte del lungo litorale sabbioso, che corrisponde alla parte litoranea del viale J. F. Kennedy, e cioè dove si trovano i vari lidi, più a sud dei quali vi sono varie altre frazioni di Catania, come Villaggio Paradiso degli Aranci, Primosole (detta anche contrada Bartoli), Vaccarizzo e Villaggio Delfino.
Esso confina infatti a nord con il quartiere Tondicello della Plaia o piazza Caduti del Mare - Faro Biscari, a ovest con i quartieri Forcile, Villaggio Santa Maria Goretti, Fontanarossa (dove è sito l'aeroporto omonimo) e San Giuseppe La Rena, a sud confina con il Villaggio Paradiso degli Aranci mentre ad est è bagnato dal Golfo di Catania.

## Stabilimenti balneari

### Storia
Fino ai primi anni sessanta la parte adibita ad uso balneare si arrestava a un centinaio di metri a sud del Faro Biscari oltre cui vi era l'ampia zona di rimboschimento costiero che arrivava fino alla battigia.
In seguito venne costruita una variante litoranea alla Strada Statale 114 che prese il nome del presidente statunitense John Fitzgerald Kennedy. Di fatto la variante canalizzò il traffico da e per Siracusa e favorì la costruzione di un grande e crescente numero di stabilimenti balneari, di colonie estive, nonché di un camping internazionale e perfino di una pista di go-kart divenendo, per eccellenza, la meta balneare e ricreativa più frequentata nel catanese durante il periodo estivo: con un'affluenza di migliaia di persone soprattutto locali ma anche delle provincie limitrofe e turisti.

### Stabilimenti
La Plaia offre una certa quantità di stabilimenti balneari (comprendenti però solo tre spiagge libere), alcuni villaggi turistici, un acquapark, oltre a due alberghi, alcuni ristoranti e luoghi di ritrovo (in particolare discoteche) che si estendono lungo tutto il litorale. Il problema maggiore di fruibilità tuttavia rimane l'uso esclusivo delle spiagge ai clienti dei singoli lidi e delle innumerevoli ville e condomini costruiti a cavallo degli anni settanta.
A sud del litorale vi è l'area residenziale chiamata Villaggio Paradiso degli Aranci, sede di una miriade di villette costruite, nella maggioranza dei casi, senza tener conto dei vincoli territoriali e ambientali della zona: molte delle abitazioni, infatti, sono costruite a pelo d'acqua, ovvero a pochissimi metri dalle coste.
I più critici rilevano che la battigia si estende troppo in alcuni punti, non permettendo di nuotare davvero. Nonostante questo, però, la Plaia rimane frequentatissima soprattutto dai catanesi stessi, di giorno quando affollano i lidi e di notte nelle varie serate organizzate dalle discoteche.
Ogni anno per la festa del 1º maggio la Plaia catanese vede lo svolgersi di grandi musicali, in particolare il One Day Music e il Revolution Day, che contano migliaia di partecipanti provenienti da tutta Italia (il primo nell'edizione 2015 ha raggiunto un flusso di 20.000 partecipanti). Sono numerosi i concerti che vi si svolgono dove si esibiscono band famose ed emergenti e DJ di fama internazionale.

## Ambiente

### Aree verdi
Su un'area di 0,28 Km² (282.900 m², 28,2 ha) posta a nord-est delle spiagge, è presente il Boschetto della Plaia, una macchia verde, frutto di un rimboschimento del periodo fascista (oggi ecologicamente protetta, dopo un lungo periodo di degrado ed abbandono), costituita in gran parte da esemplari di Pino marittimo (Pinus pinaster) e parzialmente trasformata in area attrezzata, che spesso ospita manifestazioni sportive agonistiche ed amatoriali.

### Riserve
Lungo la costa sabbiosa si trova la Riserva naturale Oasi del Simeto, istituita nel 1984.

### Tartaruga "Caretta caretta"
Frequentata dalla Tartaruga marina comune (Caretta caretta), dalla seconda metà del XX secolo - in concomitanza con l'aumento del turismo balneare - non è più stata scelta quale punto di nidificazione da questa testuggine, disturbata dalla massiccia presenza antropica; solo intorno agli anni 2010 e dopo 35 anni si è registrato un ritorno di nidificazione, evidentemente dovuto al ritorno di esemplari nati qui prima della creazione degli stabilimenti balneari e delle attività costiere (difatti i cuccioli di Caretta caretta conservano un ricordo delle coordinate geomagnetiche della zona di nascita, come dimostrato da taluni studi): l'ultima nidificazione è stata segnalata infatti alla fine di luglio 2015 presso il Lido Jolly; la schiusa è prevista per settembre dello stesso anno. Nell'occasione la sezione della Sicilia nord-orientale del WWF, in collaborazione con Lipu e SWF, ha avviato una campagna di sensibilizzazione l'8 agosto. La schiusa delle prime uova si registra nella notte del 27 dello stesso mese in due lidi della costa catanese; bisognerà attendere il 6 di settembre per registrare altre nascite.